# تحالف المواطنة والمساواة
تحالف المواطنة والمساواة هو تحالف سياسي تونسي في آخر حكم زين العابدين بن علي  كان يجمع التكتل الديمقراطي من أجل العمل والحريات وحركة التجديد وحزب العمل الوطني الديمقراطي وتيار الإصلاح والتنمية ومناضلات ومناضلون مستقلون.